# Бутромеев, Владимир Петрович
Влади́мир Петро́вич Бутроме́ев (род. 20 марта 1953, с. Рясно, Горецкий район, Могилёвская область, БССР, СССР) — советский и белорусский прозаик и драматург, переводчик, литературовед. Пишет на русском и белорусском языках. Член Союза писателей СССР (1987), Союза писателей России (1999).

## Биография
Окончил географический факультет Могилёвского государственного педагогического института в 1974 году, Высшие курсы сценаристов и режиссёров в 1986, Высшие литературные курсы при Литературном институте имени А. М. Горького в 1991.

## Творчество
Печатался в журналах «Сельская молодёжь», «Неман», «Дружба народов», «Роман-газета», «Вестник Европы», альманахе «Стрелец». С 1989 года живёт в г. Пушкино Московской области.

### Проза
- Сборник рассказов и повестей «Любить и верить»[3], премия имени М. Горького за лучшую первую книгу прозы, 1987;
- «Сдвиженье»[4];
- «Задорожье»[5];
- «Корона Великого княжества», роман-мистификация[6][7], премия журнала «Дружба народов», номинация на премию «Русский Букер»;

Роман обратил внимание критиков самых разных направлений.

Критик Василий Костырко писал: 
«Нам чужд жизненно утверждающий пафос Шекспира и Стерна. Между тем, ирония может оказаться своего рода верхушкой айсберга — знаком глубокой и драматичной рефлексии. Именно к ней и призывает нас В. Бутромеев, автор бурлескной приключенческой повести с маргиналиями на исторические темы „Корона Великого княжества“». 

Критик И. Кириллов отметил: 
«В. Бутромееву удалось переплести серьёзные исторические изыскания (из истории его родного, я так понимаю, белорусского народа) с весьма увлекательным беллетристическим сюжетом. Без сомнения, Вл. Бутромееву интересны герои, о которых он повествует, и та историческая реальность, в которой им суждено обретаться (семнадцатый век). Наряду с природным языковым чутьём это влечёт за собой то обстоятельство, что книга написана красивым, ровным, обаятельным стилем. Всё это выводит роман Вл. Бутромеева на лидирующие позиции среди произведений писателей молодого поколения. Этой публикацией „ДН“ здорово обставила „Новый мир“ и, конечно, „Октябрь“…» 

Критик Д. Козлова в унисон иронии автора так определила основную суть «Короны Великого княжества»: 
«Интриги, походы, клятвы, измены, преданная дружба и любовь Прекрасных Дам — ничем не обделил читателей заботливый автор. Хотя, собственно говоря, книга не об этом, а о добродушном и загадочном племени любителей драников в сметане, о том, „кто же такие белорусы, откуда они взялись и что они делают во всемирной истории“». 
- Роман «Земля и люди», Нонпарелъ, Москва, 2014. Ранее отдельные главы романа печатались в литературных журналах[11] . Специальная премия «Книга года» Русского биографического института, Российской государственной библиотеки и «Литературной газеты» за 2013 год в номинации «Художественная литература»[12]. Роман вошёл в длинный список литературной премии «Ясная поляна»[13] и короткий список литературной премии «Золотой Дельвиг»[14] . В 2016 году издательство «Вече» издало два первых тома трилогии «В призраках утраченных зеркал» — «Земля и люди» и «Исчисление времени», а в 2017 году вышел третий том трилогии «Жизнь людей».

Критик Л. У. Звонарёва писала в Предисловии: 
«Констатируя появление на литературной карте нового названия — Рясна и ряснянская округа, на ум приходит и округ Йокнапатофа Фолкнера, и городок Макондо Маркеса. Писатель XXI века не может писать, не учитывая опыта Фолкнера и следующего за ним Маркеса, а также стоящего в ряду с Маркесом Павича. Как он не может не учитывать опыта Джойса. Джойс, и Фолкнер, и Маркес, и Павич — это тот фон, на котором роман „Земля и люди“ вырастает из фантасмагорий Гоголя и Андрея Платонова и безответных вопросов Достоевского и Толстого». 

В Послесловии критика Л. А. Аннинского сказано: 
«Оставив неразрешимые вопросы бытия в „бурлескном“ кругу основного текста, автор выныривает из этой неразрешимости и, дав волю своему таланту, описывает жизнь героев реалистично, досконально и беспощадно…

…Но у отдельного человека, в костоломку попавшего и пока ещё уцелевшего, — есть ли выход? Это — интереснейший аспект бутромеевского человековедения.». 

Высокую оценку роману дал критик Ю. Баранов. В своей рецензии, опубликованной в «Литературной газете», он написал: 
«Как представляется, роман „Земля и люди“ (назову эту книгу романом, хотя сам автор назвал её иначе) занял достойное место на нашем русском Парнасе. Там теперь Владимир Бутромеев соседствует с Андреем Платоновым, Михаилом Шолоховым и, что кому-то может показаться странным, с Михаилом Булгаковым. Но разве не близки „Земля и люди“ таким шедеврам, как „Собачье сердце“ и особенно „Роковые яйца“? И там и там проблемы последних, ставших первыми, и чудовищ, порождённых невежеством и самонадеянностью». 

### Пьесы
- «Нестерка», инсценировка по фольклорной повести «Где праздник, там и я, приключения Нестерки» в книге «Любить и верить»[17];
- «Страсти по Авдею» («Крик на хуторе»)[18][19][20], номинация на Государственную премию СССР, 1991;

Пьеса «Страсти по Авдею» («Крик на хуторе») имела в Беларуси широкий резонанс, она стала значительным явлением в творчестве Белорусского Академического театра им. Янки Купалы и более десяти лет не сходила с его сцены. Пьеса входит в школьную программу по литературе Министерства просвещения Республики Беларусь. Пьеса «Страсти по Авдею» («Крик на хуторе») была представлена труппой Белорусского Академического театра в Москве на сцене театра «Дружбы народов» и транслировалась по центральному телевидению.
Литературовед Н. Д. Кахнович написал о пьесе «Страсти по Авдею»: 
«Трагическая судьба белорусской деревни и крестьянства и тема «раскиданного гнезда» в пьесе «Страсти по Авдею» раскрыта в лучших традициях Шекспира. История раскулачивания Авдея описана драматургом как жертвенный акт, отсюда и евангельское название произведения». 
- Трилогия «Театр Достоевского»

1. «Один судный день из жизни братьев Карамазовых»
2. «Преступление бесов и наказание идиотов»
3. «Вечный Фома»[22] ;

- «Свой дом» («Чужие деньги»), пьеса-притча[23] .

### Киносценарии
- «Экзамен на директора» («Свой сад») по повести «Один год и вся жизнь» в книге «Любить и верить»[24];
- «Аз воздам» («Дьяволу и Богу»)[25][источник не указан 4721 день].

### Историко-публицистические произведения
- «Русская история для всех»[26] ;
- «Мифы и легенды древних славян»[27]), премия «Книга года» Русского биографического института[28], Российской государственной библиотеки и «Литературной газеты» за 2009 год[29];
- «Верования и предания русского народа»[30];
- «Древо бытия Омара Хайяма. Классические переводы рубайят. История жизни» («Корни и ветви древа бытия Омара Хайяма в этом мире»)[31] ;
- «Осознание детского лепета или сон о смерти»[32].

### Литературоведческие работы
- Историко-литературные комментарии к изданию поэмы Н. В. Гоголя «Мёртвые души»[33], к роману А. С. Пушкина «Евгений Онегин»[33] и роману Л. Н. Толстого «Война и мир»[34], предисловия и комментарии к книгам издательских проектов серии БИБКА («Большая иллюстрированная библиотека классики»)[35] и ПМК («Памятники мировой культуры»)[36];
- Хроника жизни и творчества И. А. Крылова[37];
- Комментарии и хронология жизни и творчества Якоба и Вильгельма Гримм[38];
- Комментарии и хронология жизни и творчества Х. К. Андерсена[39].

### Литературные обработки
- «Язык цветов. Русский травник»[40],[31];
- «Остров сокровищ»[41];
- «Три мушкетёра»[41];
- «Русская охота»[31];
- «Русская рыбалка»[42].

### Переводы
- Мацуо Басё и поэты его школы[43];
- Сказки «Тысяча и одной ночи»[44];
- Ватсьяяна Малланага «Камасутра»[45];
- Афоризмы Гиппократа, Авиценны, Парацельса, Арнольда из Виллановы.[46];
- И. Уолтон. «Философия рыбалки»[31];
- Омар Хайям, рубайят, прозаический перевод с английского поэмы Э. Фицджеральда.[47];
- Омар Хайям. Афоризмы.[48];
- Перевод 20-томного историко-приключенческого повествования в семи частях В. П. Волк-Карачевского «Большой заговор. Приговорённые императоры». (Изданы четыре первые книги первой части «Убить императрицу Екатерину II»: «Роковое отречение», «Кто правит миром», «Исходная точка истории», «Тайна женского сердца»[49];
- Антуан де Сент-Экзюпери «Маленький принц»[50].

### Детская литература
- «Великие и знаменитые люди белорусской земли»[51];
- «Букварь»[52];
- «Развивающий словарь русского языка в картинках от 3 до 5 лет»[53];
- «Детский плутарх. Всемирная история в лицах. Древний мир. Раннее средневековье. Позднее средневековье. Новое время. XVIII — XIX века. XIX — XX века». Первое издание в 6 томах[54], второе издание в 8 т.[55], третье издание в 10 томах, премия Международной Московской книжной ярмарки в 1999 году в номинации «Лучшая познавательная книга для детей», историко-литературная премия «Клио» Российского исторического общества и Российского книжного союза 2015 года[56].
- История России для детей[57]
- Всемирная история для детей[57]
- Весёлые небылицы и забавные рассказы Матушки Гусыни о чудаковатых джентльменах, странных леди и меленьких Джонни и Мери[57]
- История Советского Союза[58]

### Издательские проекты
Более пятидесяти издательских проектов в разных издательствах. Наиболее значимые: БИБКА («Большая иллюстрированная библиотека классики». «Белый город», М., 2002—2006); ПМК («Памятники мировой культуры». «Белый город», М., 2003—2008). Многие из книг, подготовленных В. П. Бутромеевым, удостоены премии «Книга года» Русского биографического института, Российской государственной библиотеки и «Литературной газеты». Особое место среди издательских проектов занимает «Иллюстрированный толковый словарь живого великорусского языка» В. И. Даля, проиллюстрированный четырьмя тысячами произведений живописи и иллюстрациями из энциклопедических изданий XIX века. Книга серии ПМК «Омар Хайям и персидские поэты X -XVI веков» удостоена диплома ЮНЕСКО «Лучшее издание, вносящее значительный вклад в диалог культур».